# Calocheiridius rhodesiacus rhodesiacus
Calocheiridius rhodesiacus rhodesiacus es una subespecie de arácnido del orden Pseudoscorpionida de la familia Olpiidae.

## Distribución geográfica
Se encuentra en Zimbabue.